# ECW Living Dangerously
Living Dangerously fue un evento pago por visión de lucha libre profesional anual, producido por la empresa Extreme Championship Wrestling. Este evento fue producido entre 1998 y 2000 en el mes de marzo.

## Resultados

### 1998
Living Dangerously 1998 tuvo lugar el 1 de marzo de 1998 desde el Asbury Park Convention Center en Asbury Park, Nueva Jersey.
- Jerry Lynn y Chris Chetti derrotaron a The F.B.I. (Little Guido y Tracey Smothers) (con Tommy Rich) (8:19)
  - Lynn cubrió a Smothers con un "Small Package".
- Masato Tanaka derrotó a Doug Furnas (w/Lance Wright) (5:46)
  - Tanaka cubrió a Furnas después de un "Running Elbow".
  - Después de la lucha, Furnas atacó a Wright.
- Rob Van Dam derrotó a 2 Cold Scorpio (22:09)
  - Van Dam cubrió a Scorpio con un "Small Package".
  - Después de la lucha, Scorpio atacó a Van Dam.
- New Jack y Spike Dudley derrotaron a The Dudley Boyz (Buh Buh Ray y D-Von) y a The Hardcore Chair Swingin' Freaks (Balls Mahoney y Axl Rotten) en una Three-Way Dance (13:25)
  - Buh Buh cubrió a Mahoney. (12:31)
  - New Jack cubrió a D-Von. (13:25)
- Tommy Dreamer derrotó a Justin Credible (8:58)
  - Dreamer cubrió a Credible después de un "DDT".
- Bam Bam Bigelow derrotó Taz ganando el Campeonato Mundial de la Televisión (13:37)
  - Bigelow cubrió Taz después de destrozar el ring.
  - Durante este combate, el ring fue destrozado al caer Bam Bam Bigelow con Taz en su espalda.
- Sabu derrotó The Sandman en un Dueling Canes Match (9:21)
  - Sabu cubrió a Sandman después de un "Air Sabu".
  - Está lucha fue grabada antes del evento y emitida mientras se reparaba el ring
- Una lucha entre Al Snow y John Kronus fue cancelada debido al accidente en la lucha entre Bigelow y Taz.
- Al Snow y Lance Storm derrotaron a Shane Douglas y Chris Candido (4:49)
  - Snow cubrió a Douglas después de un "Snow Plow".

### 1999
Living Dangerously 1999 tuvo lugar el 21 de marzo de 1999 desde el Asbury Park Convention Center en Asbury Park, Nueva Jersey.
- Dark match: Nova y Chris Chetti derrotaron a Danny Doring y Amish Roadkill
  - Nova cubrió a Roadkill
- Super Crazy derrotó a Yoshihiro Tajiri (9:55)
  - Crazy cubrió a Tajiri con un "Roll-Up".
- Balls Mahoney derrotó a Steve Corino (3:56)
  - Mahoney cubrió a Corino después de golpearlo con una silla.
- Little Guido (w/Sal E. Graziano) derrotó a Antifaz del Norte (5:37)
  - Guido forzó a Norte a rendirse con el "Sicilian Crab".
- Rob Van Dam (w/Bill Alfonso) derrotó a Jerry Lynn reteniendo el Campeonato Mundial de la Televisión (21:18)
  - Van Dam cubrió a Lynn después de una "Five-Star Frog Splash".
- New Jack derrotó a Mustafa (9:27)
  - Jack cubrió a Mustafa después de un "Suicide Splash".
- Spike Dudley y Nova derrotaron a The Dudley Boyz (Buh Buh Ray y D-Von Dudley) (11:00)
  - Spike cubrió a Buh Buh después de un "Acid Drop".
- Tommy Dreamer y Shane Douglas (w/Francine) derrotaron a The Impact Players (Justin Credible y Lance Storm) (w/Jason Knight y Dawn Marie) (18:58)
  - Douglas cubrió a Credible después de un "Pittsburgh Plunge".
- El Campeón Mundial Peso Pesado de la ECW Taz derrotó a Sabu (w/Bill Alfonso) ganando el Campeonato FTW de la ECW (18:28)
  - Taz ganó por nocaut mientras tenía a Sabu en la "Tazmission".
  - Esta lucha unificaba ambos campeonatos.

### 2000
Living Dangerously 2000 tuvo lugar el 12 de marzo de 2000 desde el O'Neill Center en Danbury, Connecticut.
- Dark match: Mikey Whipwreck derrotó a Pitbull #1
  - Whipwreck cubrió a #1.
- Dusty Rhodes derrotó a Steve Corino (w/Jack Victory) en un Bull Rope Match (10:13)
  - Rhodes cubrió a Corino después de un "Bionic Elbow".
- C.W. Anderson y Bill Whiles (w/Lou E. Dangerously) derrotaron a Danny Doring y Amish Roadkill (w/Elektra) (7:23)
  - Anderson cubrió a Doring después de un "Anderson Spinebuster".
- Mike Awesome derrotó a Kid Kash reteniendo el Campeonato Mundial Peso Pesado de la ECW (4:44)
  - Awesome cubrió a Kash después de un "Super Awesome Bomb" a través de una mesa.
- Nova y Chris Chetti derrotaron a Jado y Gedo (7:33)
  - Nova y Chetti cubrieron a Gedo después de un "Tidal Wave".
- Rhino derrotó a The Sandman por abandono (0:00)
  - Sandman estaba en el hospital debido a que Rhino aplicó un "Gore" a la esposa de Sandam.
- Super Crazy derrotó a Little Guido (w/Sal E. Graziano) (7:47)
  - Crazy cubrió a Guido después de una "Moonsault".
- Balls Mahoney derrotó a Kintaro Kanemura (1:58)
  - Mahoney cubrió a Kanemura después de un "Nutcracker Suite" en una silla.
- New Jack y Vic Grimes terminaron sin resultado
  - La lucha terminó cuando ambos cayeron desde un andamio elevado y quedaron inconscientes de forma real.
- The Impact Players (Lance Storm y Justin Credible) (w/Jason Knight y Dawn Marie) derrotaron a Raven & Mike Awesome (c) (w/Francine) y a Tommy Dreamer & Masato Tanaka en una Three-Way Dance ganando el Campeonato en Parejas de la ECW (9:06)
  - Tanaka cubrió a Awesome después de un "Roaring Elbow Smash". (4:32)
  - Storm pinned Dreamer after a "Spike Piledriver". (9:06)
- Super Crazy derrotó a Rhino ganando la vacante del Campeonato Mundial de la Televisión (7:56)
  - Crazy cubrió a Rhino después de una "Moonsault".